# Journal of Andrology
Journal of Andrology is een internationaal, aan collegiale toetsing onderworpen wetenschappelijk tijdschrift op het gebied van de andrologie. De naam wordt in literatuurverwijzingen meestal afgekort tot J. Androl. Het wordt uitgegeven door Allen Press namens de American Society of Andrology en verschijnt tweemaandelijks.